# Cucina barbadiana
La Cucina di Barbados o Cucina Bajan è l'espressione dell'arte culinaria sviluppata a Barbados. Questa cucina è un miscuglio di culture culinarie di varie influenze, specialmente africane, indiane e britanniche. Un pasto tipico consiste di un patto di carne o pesce, normalmente marinato con una miscela di erbe e spezie, una serie di contorni caldi, e uno o più insalate. Il pasto è servito solitamente con uno o più salse.

## Piatti principali
- Pesce volante fritto
- Pesce fritto o alla griglia come ricciole, il pesce spada, mahi mahi, e lampuga.
- Alla brace, in umido o costolette di agnello o di maiale
- carne di manzo o montone al curry
- Pollo al forno o fritto
- Gamberoni alla griglia o fritti
- Ali di tacchino alla griglia
- Baccalà in una salsa di pomodoro piccante
- Pepaiola